# Campbell Flakemore
Campbell Flakemore, né le 6 août 1992 à Hobart, est un coureur cycliste australien, professionnel lors de la saison 2015. Champion du monde du contre-la-montre espoirs en 2014, il met un terme à sa carrière à l'issue de la saison 2015.

## Biographie
En 2011, Campbell Flakemore intègre l'équipe continentale Genesys Wealth Advisers. Il reste quatre ans dans cette formation, renommée Huon Salmon-Genesys Wealth Advisers en 2013, puis Avanti en 2014
En 2014, il devient champion du monde du contre-la-montre espoirs. Après cette victoire et au vu de son potentiel, Cadel Evans, son compatriote et vainqueur du Tour de France 2011 le considère comme un futur vainqueur de grand tour. En fin de saison, il est engagé pour deux par l'équipe BMC Racing, au sein de laquelle il passe professionnel.
Sous ses nouvelles couleurs, il termine en 2015 quatrième du championnat d'Australie sur route et sixième du contre-la-montre. Son début de saison est handicapé par une fracture de la clavicule alors qu'il rejoignait son hôtel à vélo après la deuxième étape du Tour Down Under. Au terme de sa première année de contrat, Flakemore décide de mettre un terme à sa carrière, en raison du trop grand nombre de sacrifices demandé pour devenir performant.

## Palmarès
- 2012
  - 1re étape de la New Zealand Cycle Classic (contre-la-montre)
  - 9e étape du Tour of the Great South Coast
  - 9e étape du Tour of the Murray River
  - 1re (contre-la-montre par équipes) et 8e étapes du Tour de Tasmanie
  - 3e du championnat d'Australie du contre-la-montre espoirs
  - 3e de la New Zealand Cycle Classic
- 2013
  - 5e étape de l'Olympia's Tour (contre-la-montre)
  - 5e étape du Tour de Thuringe (contre-la-montre)
  - Chrono champenois
  -  Médaillé d'argent au championnat d'Océanie du contre-la-montre espoirs
  - 3e du championnat d'Australie du contre-la-montre espoirs
  - 4e du championnat du monde du contre-la-montre espoirs
- 2014
  -  Champion du monde du contre-la-montre espoirs
  - Prologue du Tour de l'Avenir
  -  Médaillé d'argent au championnat d'Océanie du contre-la-montre espoirs
  - 3e du Chrono champenois

## Classements mondiaux
| Année            | 2012 | 2013 | 2014 | 2015 |
| ---------------- | ---- | ---- | ---- | ---- |
| UCI World Tour   |      |      |      | nc   |
| UCI Europe Tour  |      | 230e | 283e |      |
| UCI Oceania Tour | 12e  | 11e  | 25e  |      |